# Diego Campos
Diego Campos (San José, 1º ottobre 1995) è un calciatore costaricano, attaccante dell'Alajuelense.

## Carriera

### Club
Campos ha giocato per quattro anni a calcio nei Clemson Tigers, per la Clemson University. Nel 2017, ha giocato anche per il SIMA Águilas nella USL PDL.
Il 28 febbraio 2018, i Chicago Fire hanno selezionato Campos nel corso dell'annuale SuperDraft: il costaricano è stato la 38ª scelta assoluta, arrivata nel corso del secondo giro.
Il 31 marzo 2018 ha pertanto esordito nella Major League Soccer (MLS), subentrando ad Aleksandar Katai nel 2-2 casalingo contro i Portland Timbers. Il 20 maggio successivo ha realizzato il primo gol, nella sconfitta interna contro gli Houston Dynamo, col punteggio di 2-3.
Il 10 agosto 2018, Campos è stato ceduto in prestito agli Indy Eleven, militanti nella USL Championship. I Chicago Fire si sono riservati il diritto di richiamare il giocatore nel corso della stessa stagione, come previsto dai regolamenti della MLS.
Senza disputare alcun incontro con gli Indy Eleven, i Chicago Fire hanno richiamato il calciatore ad ottobre. Il 21 dicembre 2018, la franchigia ha reso noto d'aver confermato Campos anche per la stagione 2019, riservandosi un'opzione per altre tre stagioni.
Il 24 febbraio 2020, dopo aver sostenuto un periodo di prova, ha firmato un contratto biennale – con opzione per il terzo anno – con i norvegesi del Jerv.
Il 24 dicembre 2021 si è accordato con gli svedesi del Degerfors, a cui si è legato con un accordo biennale. È stato il miglior marcatore stagionale della squadra sia nell'Allsvenskan 2022, anche se con 5 gol in 29 presenze, che nell'Allsvenskan 2023, edizione in cui ha realizzato 6 reti in 29 partite che non sono però bastate ad evitare il penultimo posto in classifica e la retrocessione in Superettan.

### Nazionale
Ha giocato nella nazionale costaricana Under-23.
Nel 2023 ha esordito nella nazionale maggiore costaricana.

## Statistiche

### Presenze e reti nei club
Statistiche aggiornate all'8 gennaio 2022.
| Stagione            | Squadra             | Campionato          | Campionato | Campionato | Coppe nazionali | Coppe nazionali | Coppe nazionali | Coppe continentali | Coppe continentali | Coppe continentali | Altre coppe | Altre coppe | Altre coppe | Totale | Totale | Totale |
| Stagione            | Squadra             | Comp                | Pres       | Reti       | Comp            | Pres            | Reti            | Comp               | Pres               | Reti               | Comp        | Pres        | Reti        | Pres   | Reti   |        |
| ------------------- | ------------------- | ------------------- | ---------- | ---------- | --------------- | --------------- | --------------- | ------------------ | ------------------ | ------------------ | ----------- | ----------- | ----------- | ------ | ------ | ------ |
| gen.-ago. 2018      | Chicago Fire        | MLS                 | 21         | 1          | USOC            | 3               | 1               | -                  | -                  | -                  | -           | -           | -           | 24     | 2      |        |
| ago.-ott. 2018      | Indy Eleven         | USL                 | 0          | 0          | USOC            | -               | -               | -                  | -                  | -                  | -           | -           | -           | 0      | 0      |        |
| ott.-dic. 2018      | Chicago Fire        | MLS                 | 2          | 1          | USOC            | -               | -               | -                  | -                  | -                  | -           | -           | -           | 2      | 0      |        |
| 2019                | Chicago Fire        | MLS                 | 7          | 0          | USOC            | 1               | 0               | -                  | -                  | -                  | -           | -           | -           | 8      | 0      |        |
| Totale Chicago Fire | Totale Chicago Fire | Totale Chicago Fire | 30         | 1          |                 | 4               | 1               |                    | -                  | -                  |             | -           | -           | 34     | 2      |        |
| 2020                | Jerv                | 1D                  | 16         | 5          | -               | -               | -               | -                  | -                  | -                  | -           | -           | -           | 16     | 5      |        |
| 2021                | Jerv                | 1D                  | 30+2       | 8+2        | CN              | 2               | 1               | -                  | -                  | -                  | -           | -           | -           | 34     | 11     |        |
| Totale Jerv         | Totale Jerv         | Totale Jerv         | 46+2       | 13+2       |                 | 2               | 1               |                    | -                  | -                  |             | -           | -           | 50     | 16     |        |
| 2022                | Degerfors           | A                   | 0          | 0          | CS              | 0               | 0               | -                  | -                  | -                  | -           | -           | -           | 0      | 0      |        |
| Totale carriera     | Totale carriera     | Totale carriera     | 76+2       | 14+2       |                 | 6               | 2               |                    | -                  | -                  |             | -           | -           | 84     | 18     |        |

### Cronologia presenze e reti in nazionale
| Cronologia completa delle presenze e delle reti in nazionale ― Costa Rica | Cronologia completa delle presenze e delle reti in nazionale ― Costa Rica | Cronologia completa delle presenze e delle reti in nazionale ― Costa Rica | Cronologia completa delle presenze e delle reti in nazionale ― Costa Rica | Cronologia completa delle presenze e delle reti in nazionale ― Costa Rica | Cronologia completa delle presenze e delle reti in nazionale ― Costa Rica | Cronologia completa delle presenze e delle reti in nazionale ― Costa Rica | Cronologia completa delle presenze e delle reti in nazionale ― Costa Rica |
| Data                                                                      | Città                                                                     | In casa                                                                   | Risultato                                                                 | Ospiti                                                                    | Competizione                                                              | Reti                                                                      | Note                                                                      |
| ------------------------------------------------------------------------- | ------------------------------------------------------------------------- | ------------------------------------------------------------------------- | ------------------------------------------------------------------------- | ------------------------------------------------------------------------- | ------------------------------------------------------------------------- | ------------------------------------------------------------------------- | ------------------------------------------------------------------------- |
| 15-6-2023                                                                 | Carson                                                                    | Costa Rica                                                                | 0 – 1                                                                     | Guatemala                                                                 | Amichevole                                                                | -                                                                         | 46’                                                                       |
| 4-7-2023                                                                  | Harrison                                                                  | Costa Rica                                                                | 6 – 4                                                                     | Martinica                                                                 | Gold Cup 2023 - 1º turno                                                  | 1                                                                         | 75’                                                                       |
| 23-1-2025                                                                 | Orlando                                                                   | Stati Uniti                                                               | 3 – 0                                                                     | Costa Rica                                                                | Amichevole                                                                | -                                                                         | 72’                                                                       |
| Totale                                                                    |                                                                           | Presenze                                                                  | 3                                                                         |                                                                           | Reti                                                                      | 1                                                                         |                                                                           |

## Palmarès

### Club

#### Competizioni internazionali
- CONCACAF Central American Cup: 1

Alajuelense: 2024

### Individuale
- Capocannoniere della CONCACAF Central American Cup: 1

2024 (6 reti)